# آتشفشان آگوا
آتشفشان آگوا یا وُلکان دِه آگوا (به اسپانیایی: Volcán de Agua) آتشفشانی چینه‌ای با دامنه‌هایی متقارن و پوشیده از جنگل است که در روبه‌روی آتشفشان‌های دوقلوی فوئگو و آکاتنانگو واقع شده و نمایی زیبا را در پس‌زمینهٔ شهر آنتیگوا گواتمالا، پایتخت پیشین کشور گواتمالا به‌وجود آورده‌است. این آتشفشان با نام هوناپو نیز شناخته می‌شود.

## مشخصات
آتشفشان آندزیت بازالتی تا آندزیتی آگوا که ۳۷۶۰ متر ارتفاع دارد منفرد از دیگر کوه‌ها و آتشفشان‌های منطقه واقع شده و همچون منظره‌ای برجسته از تمامی جهات قابل مشاهده است. در کنارهٔ شمال تا شمال شرقی این آتشفشان دهانه‌ای کوچک و کروی‌شکل به پهنای ۲۸۰ متر وجود دارد. همچنین ۶ دهانهٔ گودال‌مانند کوچک در دامنهٔ شمال غربی و ۲ مخروط کوچک در دامنهٔ جنوبی آن دیده می‌شود.
آتشفشان‌شناسان آگوا را با توجه به شکل متقارنش از نظر سنی آتش‌فشانی نسبتاً جوان می‌دانند. همچنین این آتشفشان هیچ فوران تاریخی‌ای نداشته‌است اما نام آن به‌معنای «آتشفشان آب» برگرفته از سیل ویرانگری شامل مخلوطی از آب، سنگ و دیگر واریزه‌هاست که در ۱۱ سپتامبر ۱۵۴۱ از دامنه‌های آگوا جاری شد و نخستین پایتخت گواتمالا را که توسط فاتحان اسپانیایی بنیان گذاشته شده بود و امروزه به‌نام سیوداد ویه‌خا شناخته می‌شود را ویران ساخت. علت این رویداد، تخریب بخشی از دیوارهٔ دهانهٔ آتشفشان و بیرون‌ریختن آب جمع‌شده در آن بود. این فاجعه سبب شد تا پایتخت جدیدی در شهر آنتیگوا گواتمالا که در نزدیکی پایتخت ویران‌شدهٔ پیشین قرار داشت پایه‌گذاری شود.

## نگارخانه

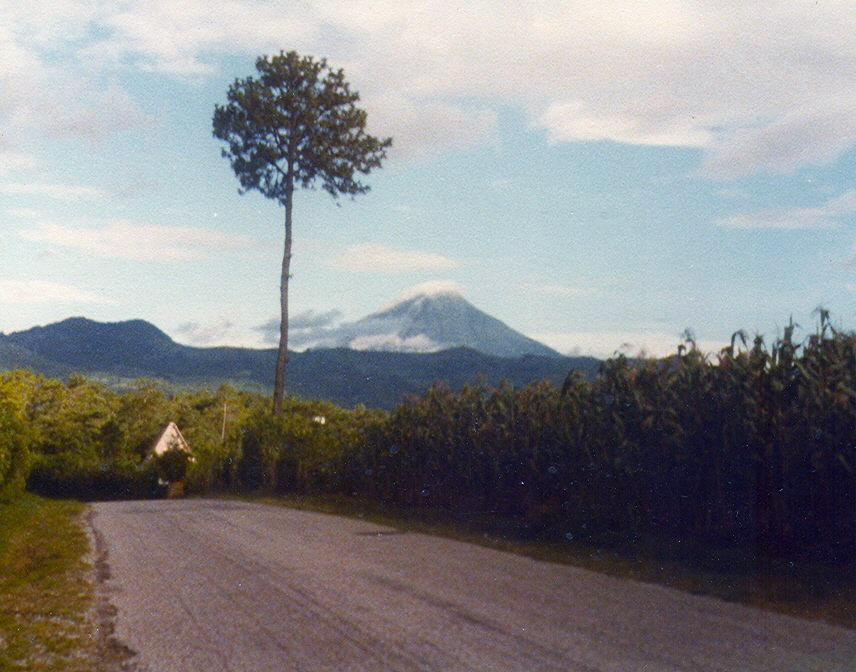
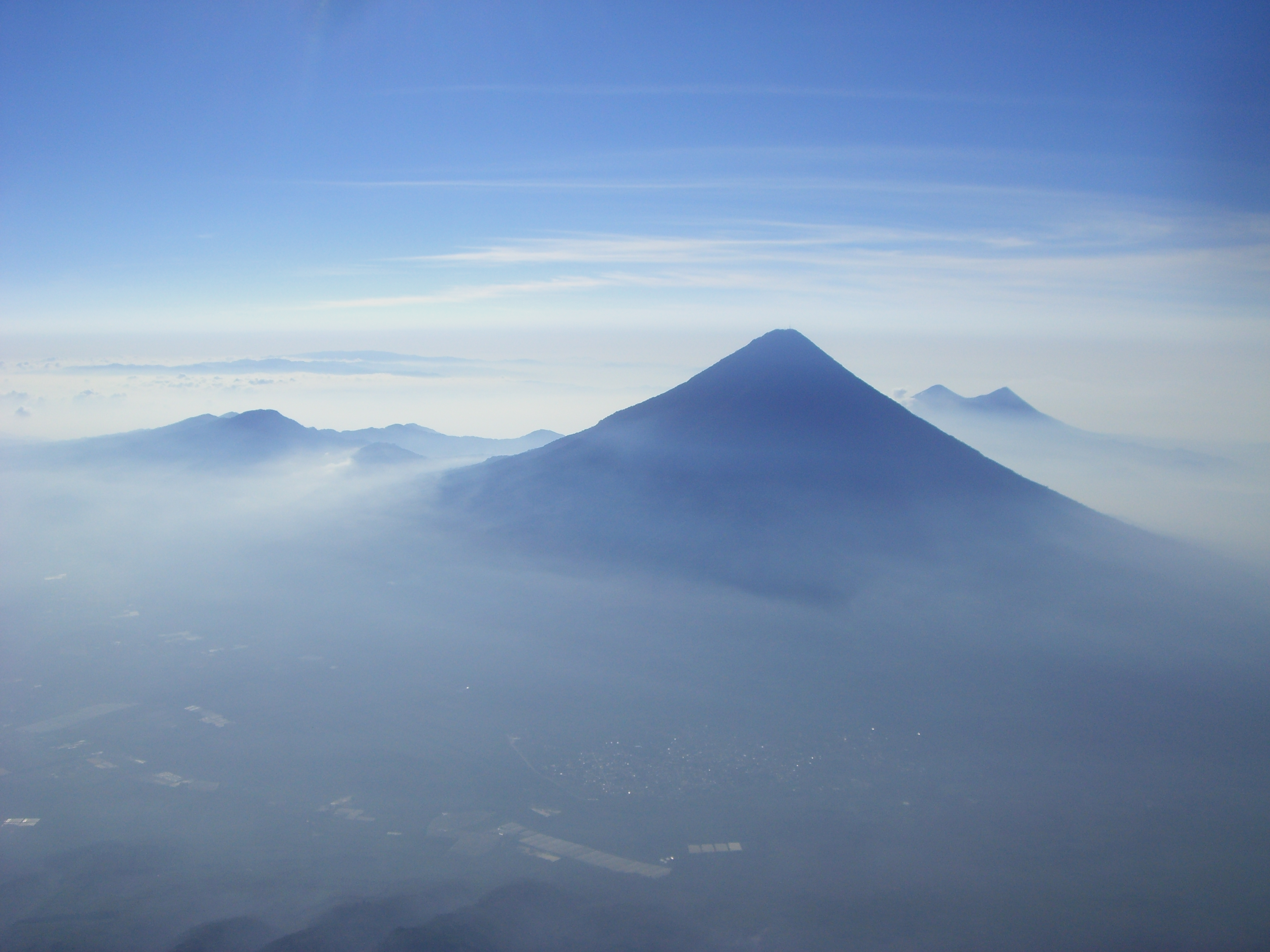